# 興津食品
興津食品株式会社（おきつしょくひん）は、静岡県静岡市清水区に所在した食品メーカーである。ツナ缶やペットフードなどの製造を行っていた。

## 沿革
1935年10月、静岡県購買販売利用組合連合会により食品加工事業を行うために創業。1948年8月23日、興津食品株式会社の商号で法人化した。

## 事業
はごろもフーズの「シーチキン」などのOEM生産を請け負っており、自社ブランドのツナ缶の販売も行っていた。静岡県は日本における生産量の98%を占めるほどまぐろ類の缶詰の生産が盛んで、興津食品もその一社であった。
2016年10月、山梨県内で販売された「シーチキン」にゴキブリとみられる虫が混入していたことが発覚。当該商品は、2014年12月に興津食品が下請け生産したものであった。はごろもフーズは緊急コールセンターの設置や返品の廃棄損、売上減少が生じたとして興津食品に対し8億9700万円の損害賠償を求めて2017年11月に提訴。静岡地方裁判所は2022年11月8日、1億3150万円の支払いを命じた。興津食品の代理人は「偶発的な製品事故は他でも起きているにもかかわらず、当社だけが高額な賠償を求められるのは不合理である」として、控訴する意向を示した。工場は更地になり、事実上廃業状態にある。